# Cabo Codera
Cabo Codera es el nombre que recibe un accidente geográfico tipo cabo en la costa del Municipio Brión del estado de Miranda, específicamente en el extremo noroeste de la referida entidad federal, al centro norte del país suramericano de Venezuela frente al Mar Caribe. Sirve como una barrera gigante que previene que las aguas marrones que desembocan de los ríos se difundan hacia el oeste, explicando así el color azul brillante que tiene el mar en la zona de El Banquito. En sus cercanías se encuentra un popular balneario turístico denominado Puerto Francés y hacia el norte un islote rocoso llamado Farallón Centinela. El nombre Codera fue dado al lugar por los colonizadores españoles a quienes se les asemejó a la forma de un Codo. En sus aguas se realizan actividades como la pesca, y el submarinismo.